# 키질바시

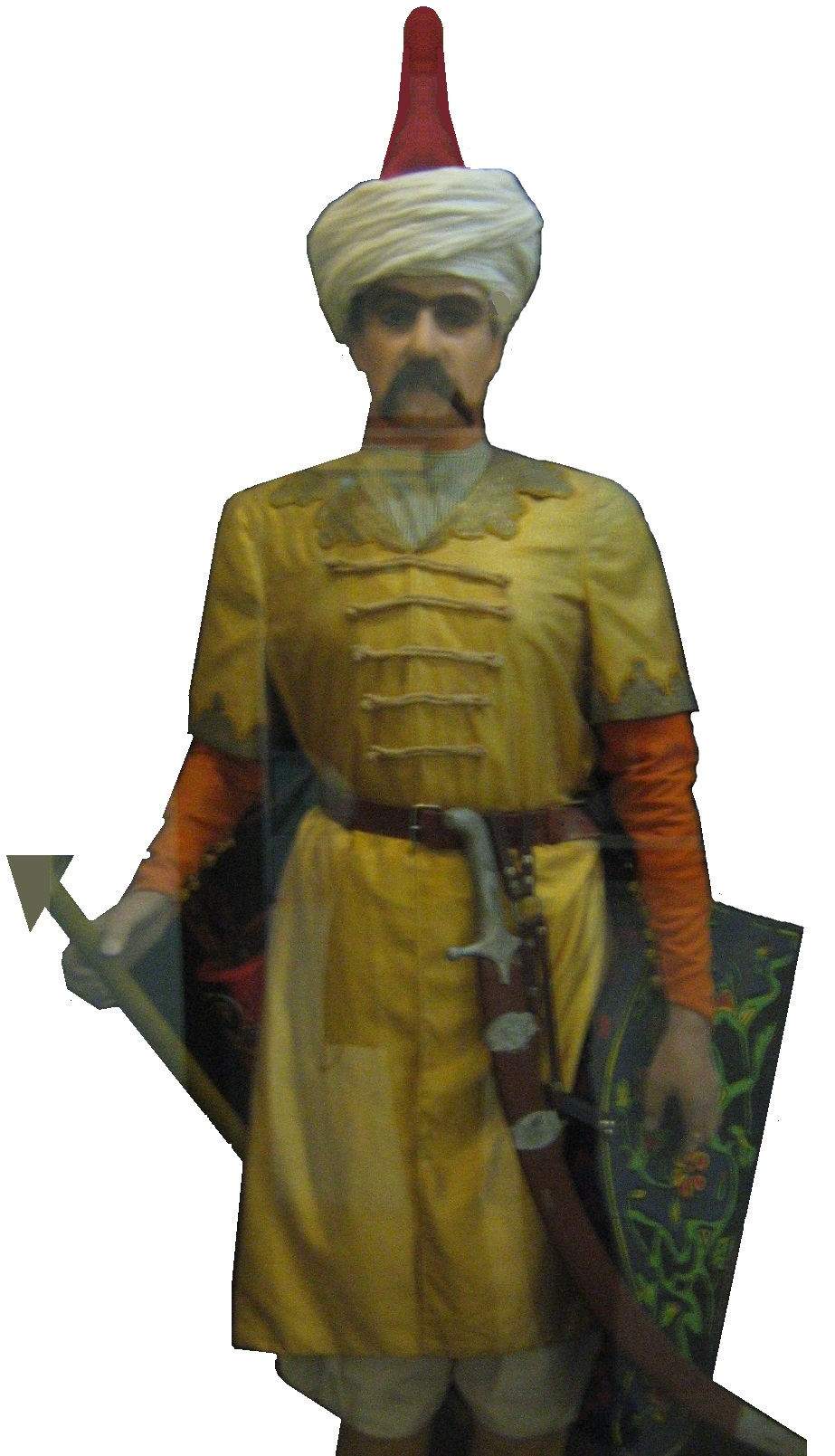
사파비 크즐바시 병사

크즐바시(아제르바이잔어: Qızılbaş 크즐바시 또는 튀르키예어: Kızılbaş 크즐바시[*]) 또는 키질바시(페르시아어: قزلباش 케젤바시)는 15세기 말부터 아제르바이잔과 이란령 아제르바이잔 등지에서 주로 활동하던 아나톨리아 투르크멘(중세의 오구즈 튀르크족) 유래의 강경 시아파 무장집단이다. 크즐바시는 튀르크어에서 붉은 머리라는 의미를 가진다. 이후 이란의 사파비 왕조 성립에도 영향을 끼친다.

## 같이 보기
- 오구즈 튀르크
- 이란의 역사
- 아제르바이잔의 역사